# Harstad
Harstad este un oraș din provincia Troms, Norvegia. Este al doilea oraș ca populație în Troms și al treilea în Norvegia de nord. Este situat la aproximativ 250 km de Cercul polar.